# Сатхе
Сатхе (груз. სათხე) — село в Грузії.
За даними перепису населення 2014 року в селі проживає 1516 осіб.